# Philippe Mexès
Philippe Mexès (Tolosa, 30 marzo 1982) è un ex calciatore francese, di ruolo difensore.

## Biografia
È padre di quattro figli.
Appare sulla copertina dell'edizione italiana del videogioco FIFA 12.

## Caratteristiche tecniche
Mexès era un difensore centrale dotato di un fisico agile, ma imponente. Possedeva inoltre delle ottime doti aeree, che gli consentivano di mettere in difficoltà le difese avversarie sui calci da fermo; una buona tecnica, che gli permetteva di disimpegnare con precisione e far ripartire l'azione, ed era forte nell'anticipo. Fu definito da Zinédine Zidane come un grande giocatore, e fu considerato dallo stesso «il futuro della nazionale francese». Il precedente capitano della nazionale transalpina, Thierry Henry, lo ha definito «uno dei migliori difensori del campionato italiano», dotato di grande forza e resistenza.

## Carriera

### Club

#### Inizi ed Auxerre
Mexès inizia a giocare a calcio nelle giovanili della squadra della sua città, il Tolosa.
Nel 1999 approda all'Auxerre e, a 17 anni, fa il suo esordio nella Ligue 1 nell'incontro perso 1-0 in casa contro il Troyes del 10 novembre. L'8 dicembre dello stesso anno segna invece il suo primo gol contro il Monaco.
Dalla stagione 2000-2001 diventa titolare della difesa dell'Auxerre, distinguendosi come uno dei difensori più promettenti a livello internazionale, e nella stagione 2002-2003 esordisce in Champions League, vincendo a fine anno la Coppa di Francia.

#### Roma
Nell'agosto 2004 viene scelto da Franco Baldini, allora direttore sportivo della Roma, per far coppia con Cristian Chivu e sostituire Walter Samuel ceduto al Real Madrid. Il trasferimento avviene in circostanze controverse: l'Auxerre accusa infatti Mexès di aver firmato per la squadra capitolina quando ancora era sotto contratto con il club francese, e chiede perciò un risarcimento pecuniario. La vicenda si trascina avanti per lungo tempo e viene esaminata anche dalla FIFA che infligge a Mexès un mese e mezzo di squalifica da scontare a partire dal 12 settembre 2004, data d'inizio del campionato. Il TAS accetta però una richiesta di effetto sospensivo della squalifica, e permette perciò a Mexès di ritornare sul campo nel settembre 2004. L'anno seguente la FIFA fissa a 8 milioni di euro l'ammontare dell'indennizzo che la Roma deve versare all'Auxerre e blocca due finestre di mercato alla società capitolina (quella estiva del 2005 e quella invernale del 2006). Successivamente il TAS sospende il primo dei due blocchi al mercato giallorosso e il 5 dicembre 2005 riduce l'indennizzo a 7 milioni di euro, confermando il blocco al mercato invernale 2006 per la Roma. La stagione vede arrivare la Roma ottava a fine campionato.

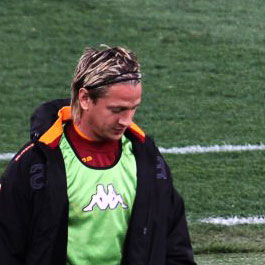
Philippe Mexès ai tempi della Roma

All'inizio della stagione seguente la Roma ingaggia l'allenatore Luciano Spalletti. Il difensore francese diventa titolare a dicembre 2005 dopo la partenza di Samuel Kuffour per giocare la Coppa d'Africa con la sua nazionale e una serie di importanti prestazioni lo fa diventare un pilastro della difesa giallorossa. La stagione 2006-2007 vede quindi Mexès titolare fisso nella Roma ricevendo anche la candidatura agli Oscar del Calcio. Il 17 maggio 2007 conquista in maglia giallorossa la sua prima Coppa Italia nella sconfitta indolore (2-1) a San Siro contro l'Inter di Roberto Mancini battuta per 6-2 nella gara di andata all'Olimpico.
La stagione 2007-2008 comincia con la vittoria della Supercoppa italiana a San Siro il 19 agosto (Inter-Roma 0-1). È suo il primo goal del campionato giallorosso (Palermo-Roma 0-2) che si conclude con il secondo posto. A fine stagione vince la Coppa Italia, realizzando il 24 maggio 2008 la prima rete che permette ai giallorossi di battere l'Inter per 2-1, nella finale unica disputata all'Olimpico. Il 2 febbraio 2009 Mexès, in compagnia del compagno di squadra Jérémy Ménez, viene coinvolto in una rissa con tre tifosi laziali, i quali lo avrebbero aggredito verbalmente e fisicamente dopo averlo riconosciuto. Dopo l'arrivo delle forze dell'ordine, la situazione si sarebbe conclusa con una semplice stretta di mano, senza il ricorso a denuncia da parte dei due calciatori.

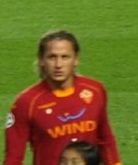
Mexes alla Roma

Nella stagione 2009-2010 si ritrova a contendere un posto da titolare a Nicolás Burdisso, arrivato in prestito dall'Inter. Dopo un iniziale periodo di difficoltà, riconquista il suo posto da titolare in squadra. Il 20 dicembre 2009 nella gara contro il Parma subisce un infortunio che lo tiene lontano dai campi di gioco circa un mese e nel girone di ritorno trova meno spazio, assistendo dalla panchina in lacrime alla sconfitta interna della Roma contro la Sampdoria (1-2) che costa lo scudetto ai giallorossi.
Il 3 aprile 2011, nella partita interna contro la Juventus, riporta la lesione del legamento crociato anteriore che lo costringe a chiudere la stagione anzitempo, disputando di fatto la sua ultima gara in maglia giallorossa.

#### Milan

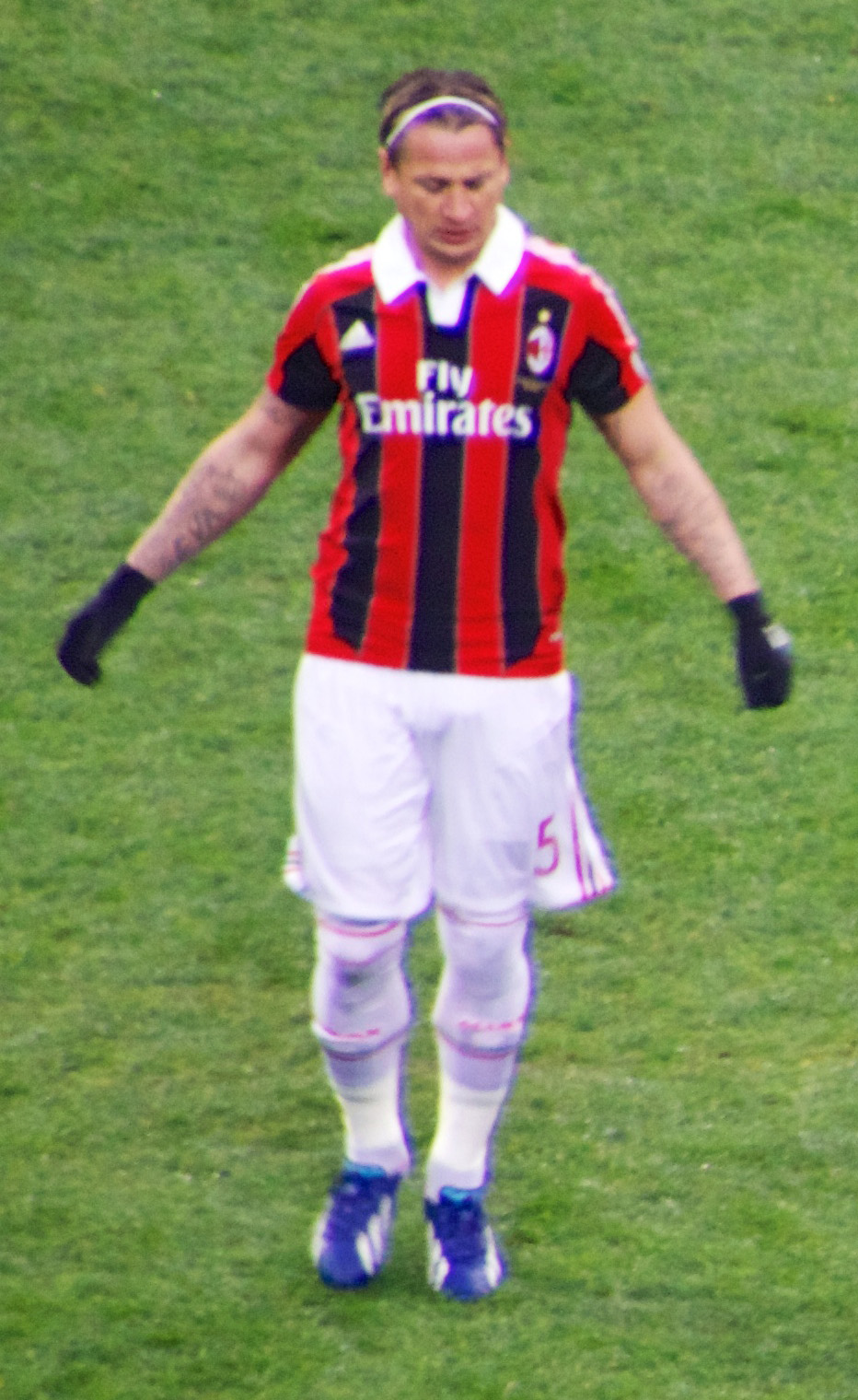
Mexès con la maglia del Milan nel 2013

Nel 2011 Mexès, in scadenza di contratto con la Roma, ha firmato per il Milan, dove si è trasferito a parametro zero. Con la società rossonera ha sottoscritto un contratto quadriennale ed è diventato a tutti gli effetti un giocatore rossonero a partire dal 1º luglio 2011. Sceglie la maglia numero 5.

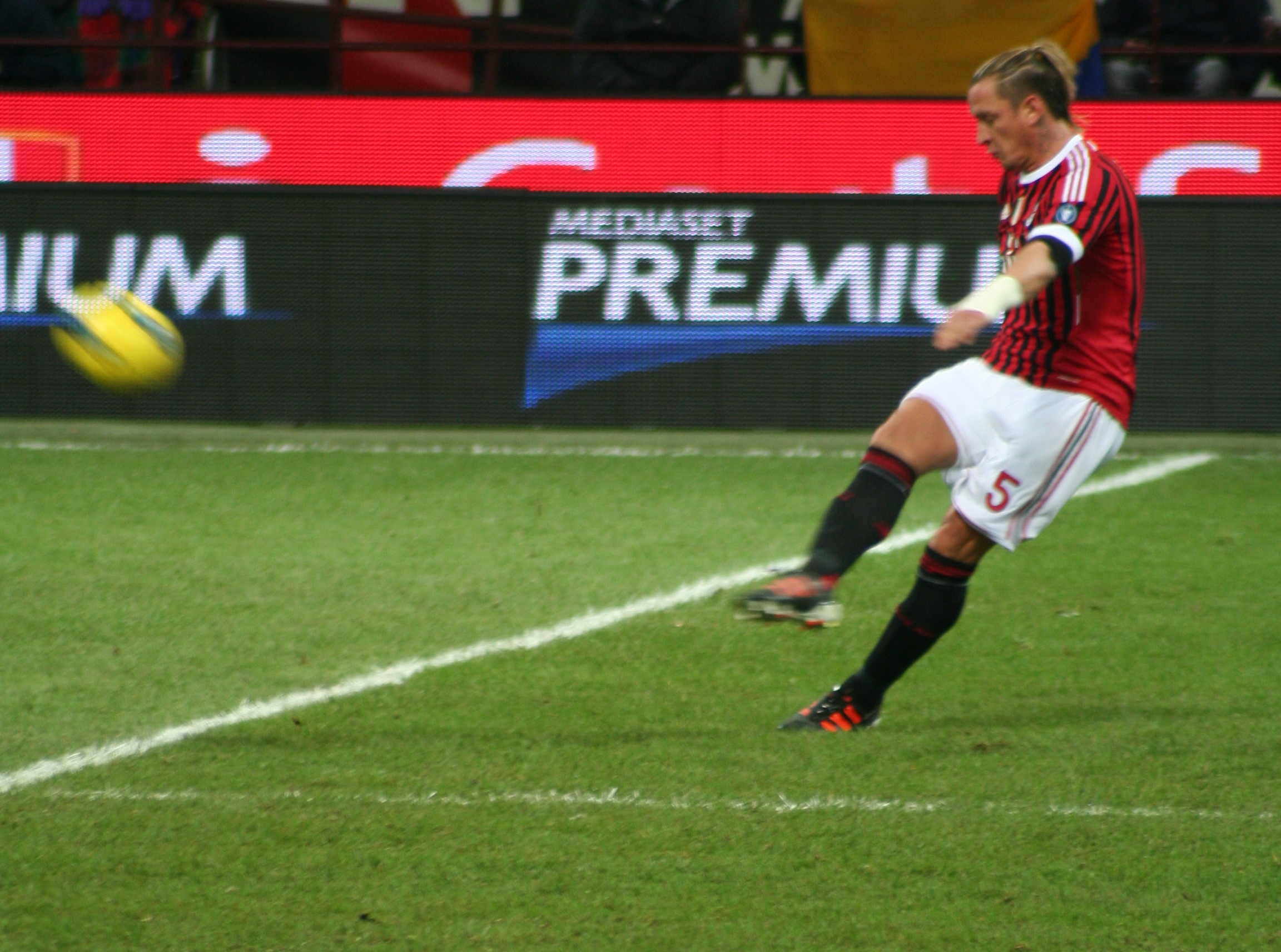
Mexès durante la partita Milan- della stagione 2011-2012

Il 19 ottobre 2011 ha esordito con la maglia rossonera nella gara di Champions League contro il BATE, subentrando nei minuti finali della partita ad Alessandro Nesta. Il 26 ottobre seguente ha esordito anche in campionato, subentrando a Ignazio Abate al 78º minuto nella partita Milan-Parma 4-1.
Nel corso della stagione 2012-2013 ha segnato la sua prima rete con la maglia del Milan, arrivata con una rovesciata dal limite dell'area nel corso della partita esterna di Champions League contro l'Anderlecht, gol che ha consentito alla società milanese di passare agli ottavi di finale della competizione. Il 19 maggio 2013, in occasione dell'ultima giornata di campionato giocata all'Artemio Franchi contro il Siena, ha realizzato il gol del definitivo 2-1 in rimonta che ha garantito al Milan la qualificazione ai preliminari di Champions League.
Il 6 ottobre 2013, in occasione di Juventus-Milan, ha colpito il difensore bianconero Giorgio Chiellini con un pugno al collo: il gesto, non visto dall'arbitro, è stato punito tramite prova tv con tre giornate di squalifica, alle quali è andata a sommarsi un'altra per il ricevimento di due cartellini gialli durante la stessa sfida.
Il 24 gennaio 2015 durante la partita Lazio-Milan persa 3-1 ha reagito in malo modo ad una provocazione del capitano biancoceleste Stefano Mauri ed è stato espulso e squalificato per 4 giornate; nella partita successiva di Coppa Italia sempre contro la Lazio non è stato convocato dall'allenatore Filippo Inzaghi, anche sulla base di una scelta societaria vista la recidività del calciatore.
Il 1º luglio 2016, non rinnovando il contratto, lascia il Milan dopo 114 presenze con 7 gol, ritirandosi dal calcio giocato.

### Nazionale

#### Nazionali giovanili
Philippe Mexès ha fatto parte di molte delle nazionali giovanili francesi ed è campione d'Europa con la nazionale Under-18 nel 2000. L'anno successivo prende parte con la nazionale Under-20 al mondiale di categoria, dove la Francia viene eliminata nei quarti di finale dai padroni di casa dell'Argentina.
Nel 2002 è finalista del campionato europeo Under-21, nel quale è il più giovane rappresentante di quella selezione.

#### Nazionale maggiore

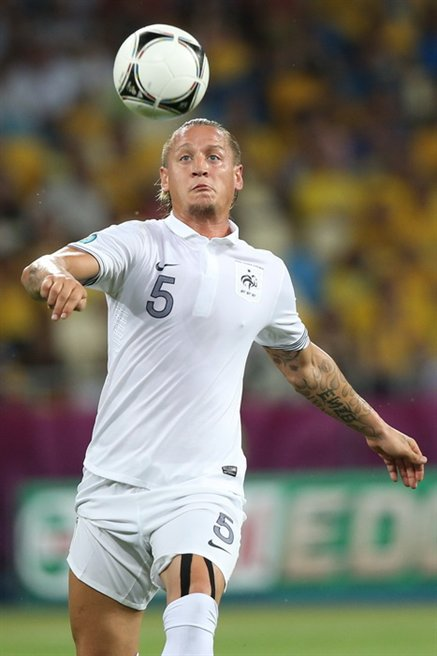
Mexès in azione contro la durante gli Europei 2012

Il 16 ottobre 2002, a vent'anni, esordisce con la maglia della nazionale francese in una partita di qualificazione al campionato europeo 2004 contro Malta: in quell'occasione sostituisce Lilian Thuram all'85'. Dopo quella partita ha partecipato anche alla Confederations Cup del 2003, giocando da titolare due partite nella fase a gironi, ma non è stato poi convocato dal CT Jacques Santini per la fase finale del campionato europeo 2004 né successivamente da Domenech per il campionato mondiale 2006 in Germania.
Pur convocato più volte da Domenech per le qualificazioni al campionato europeo 2008, non disputa alcuna partita delle eliminatorie. Inserito nella lista dei preconvocati per il campionato europeo 2008 in Austria e Svizzera, il 28 maggio 2008 viene escluso dalla lista definitiva. Dopo il campionato europeo, ancora sotto la guida tecnica di Domenech, in due anni gioca in nazionale solo quattro partite, di cui tre amichevoli e una di qualificazione al campionato mondiale 2010.
Nell'agosto 2010 il neo tecnico Laurent Blanc lo convoca per l'amichevole contro la Norvegia, consegnandogli la fascia da capitano. Con Blanc il difensore diviene titolare della retroguardia francese e il 25 marzo 2011 segna la sua prima rete con la maglia della nazionale, sbloccando di testa il risultato nella gara vinta in trasferta contro il Lussemburgo.
Nel maggio 2012 viene convocato da Blanc per la fase finale del campionato europeo 2012 in Polonia e Ucraina. Gioca da titolare le tre partite della fase a gironi contro Inghilterra, Ucraina e Svezia, mentre salta per squalifica, dovuta alle due ammonizioni ricevute nella ultime due gare del girone, la gara dei quarti di finale in cui la Francia viene eliminata dalla Spagna.

## Statistiche

### Presenze e reti nei club
Statistiche aggiornate al 14 maggio 2016.
| Stagione        | Squadra         | Campionato      | Campionato | Campionato | Coppe nazionali | Coppe nazionali | Coppe nazionali | Coppe continentali | Coppe continentali | Coppe continentali | Altre coppe | Altre coppe | Altre coppe | Totale | Totale |
| Stagione        | Squadra         | Comp            | Pres       | Reti       | Comp            | Pres            | Reti            | Comp               | Pres               | Reti               | Comp        | Pres        | Reti        | Pres   | Reti   |
| --------------- | --------------- | --------------- | ---------- | ---------- | --------------- | --------------- | --------------- | ------------------ | ------------------ | ------------------ | ----------- | ----------- | ----------- | ------ | ------ |
| 1999-2000       | Auxerre         | D1              | 5          | 0          | CF+CdL          | 1+0             | 0               |                    | -                  | -                  |             | -           | -           | 6      | 0      |
| 2000-2001       | Auxerre         | D1              | 32         | 0          | CF+CdL          | 2+2             | 0               | CI                 | 3                  | 0                  | -           | -           | -           | 39     | 0      |
| 2001-2002       | Auxerre         | D1              | 30         | 3          | CF+CdL          | 1+1             | 0               | -                  | -                  | -                  | -           | -           | -           | 32     | 3      |
| 2002-2003       | Auxerre         | L1              | 34         | 1          | CF+CdL          | 4+0             | 0               | UCL+CU             | 7+4                | 0                  | -           | -           | -           | 49     | 1      |
| 2003-2004       | Auxerre         | L1              | 32         | 3          | CF+CdL          | 3+4             | 0+1             | CU                 | 5                  | 0                  | SF          | 1           | 0           | 45     | 4      |
| Totale Auxerre  | Totale Auxerre  | Totale Auxerre  | 133        | 7          |                 | 18              | 1               |                    | 19                 | 0                  |             | 1           | 0           | 171    | 8      |
| 2004-2005       | Roma            | A               | 28         | 0          | CI              | 6               | 1               | UCL                | 3                  | 0                  | -           | -           | -           | 37     | 1      |
| 2005-2006       | Roma            | A               | 27         | 3          | CI              | 7               | 0               | CU                 | 9                  | 0                  | -           | -           | -           | 43     | 3      |
| 2006-2007       | Roma            | A               | 27         | 3          | CI              | 6               | 0               | UCL                | 7                  | 0                  | SI          | 1           | 0           | 41     | 3      |
| 2007-2008       | Roma            | A               | 31         | 1          | CI              | 4               | 1               | UCL                | 9                  | 0                  | SI          | 1           | 0           | 45     | 2      |
| 2008-2009       | Roma            | A               | 29         | 2          | CI              | 2               | 0               | UCL                | 6                  | 0                  | SI          | 1           | 0           | 38     | 2      |
| 2009-2010       | Roma            | A               | 19         | 1          | CI              | 4               | 1               | UEL                | 9                  | 0                  | -           | -           | -           | 32     | 2      |
| 2010-2011       | Roma            | A               | 22         | 1          | CI              | 2               | 0               | UCL                | 6                  | 1                  | SI          | 1           | 0           | 31     | 2      |
| Totale Roma     | Totale Roma     | Totale Roma     | 183        | 11         |                 | 31              | 3               |                    | 49                 | 1                  |             | 4           | 0           | 267    | 15     |
| 2011-2012       | Milan           | A               | 14         | 0          | CI              | 4               | 0               | UCL                | 6                  | 0                  | SI          | 0           | 0           | 24     | 0      |
| 2012-2013       | Milan           | A               | 25         | 1          | CI              | 1               | 0               | UCL                | 6                  | 1                  | -           | -           | -           | 32     | 2      |
| 2013-2014       | Milan           | A               | 22         | 2          | CI              | 2               | 0               | UCL                | 7                  | 0                  | -           | -           | -           | 31     | 2      |
| 2014-2015       | Milan           | A               | 20         | 2          | CI              | 0               | 0               | -                  | -                  | -                  | -           | -           | -           | 20     | 2      |
| 2015-2016       | Milan           | A               | 5          | 1          | CI              | 2               | 0               | -                  | -                  | -                  | -           | -           | -           | 7      | 1      |
| Totale Milan    | Totale Milan    | Totale Milan    | 86         | 6          |                 | 9               | 0               |                    | 19                 | 1                  |             | 0           | 0           | 114    | 7      |
| Totale carriera | Totale carriera | Totale carriera | 402        | 24         |                 | 58              | 4               |                    | 87                 | 2                  |             | 5           | 0           | 552    | 30     |

### Cronologia presenze e reti in nazionale
| Cronologia completa delle presenze e delle reti in nazionale ― Francia | Cronologia completa delle presenze e delle reti in nazionale ― Francia | Cronologia completa delle presenze e delle reti in nazionale ― Francia | Cronologia completa delle presenze e delle reti in nazionale ― Francia | Cronologia completa delle presenze e delle reti in nazionale ― Francia | Cronologia completa delle presenze e delle reti in nazionale ― Francia | Cronologia completa delle presenze e delle reti in nazionale ― Francia | Cronologia completa delle presenze e delle reti in nazionale ― Francia |
| Data                                                                   | Città                                                                  | In casa                                                                | Risultato                                                              | Ospiti                                                                 | Competizione                                                           | Reti                                                                   | Note                                                                   |
| ---------------------------------------------------------------------- | ---------------------------------------------------------------------- | ---------------------------------------------------------------------- | ---------------------------------------------------------------------- | ---------------------------------------------------------------------- | ---------------------------------------------------------------------- | ---------------------------------------------------------------------- | ---------------------------------------------------------------------- |
| 16-10-2002                                                             | Ta' Qali                                                               | Malta                                                                  | 0 – 4                                                                  | Francia                                                                | Qual. Euro 2004                                                        | -                                                                      | 85’                                                                    |
| 20-11-2002                                                             | Saint-Denis                                                            | Francia                                                                | 3 – 0                                                                  | Jugoslavia                                                             | Amichevole                                                             | -                                                                      | 46’                                                                    |
| 30-4-2003                                                              | Saint-Denis                                                            | Francia                                                                | 5 – 0                                                                  | Egitto                                                                 | Amichevole                                                             | -                                                                      | 75’                                                                    |
| 18-6-2003                                                              | Lione                                                                  | Francia                                                                | 1 – 0                                                                  | Colombia                                                               | Conf. Cup 2003 - 1º turno                                              | -                                                                      | 10’                                                                    |
| 22-6-2003                                                              | Saint-Denis                                                            | Francia                                                                | 5 – 0                                                                  | Nuova Zelanda                                                          | Conf. Cup 2003 - 1º turno                                              | -                                                                      |                                                                        |
| 18-2-2004                                                              | Bruxelles                                                              | Belgio                                                                 | 0 – 2                                                                  | Francia                                                                | Amichevole                                                             | -                                                                      | 85’                                                                    |
| 28-3-2007                                                              | Saint-Denis                                                            | Francia                                                                | 1 – 0                                                                  | Austria                                                                | Amichevole                                                             | -                                                                      | 46’                                                                    |
| 22-8-2007                                                              | Trnava                                                                 | Slovacchia                                                             | 0 – 1                                                                  | Francia                                                                | Amichevole                                                             | -                                                                      | 88’                                                                    |
| 20-8-2008                                                              | Göteborg                                                               | Svezia                                                                 | 2 – 3                                                                  | Francia                                                                | Amichevole                                                             | -                                                                      |                                                                        |
| 6-9-2008                                                               | Vienna                                                                 | Austria                                                                | 3 – 1                                                                  | Francia                                                                | Qual. Mondiali 2010                                                    | -                                                                      |                                                                        |
| 19-11-2008                                                             | Saint-Denis                                                            | Francia                                                                | 0 – 0                                                                  | Uruguay                                                                | Amichevole                                                             | -                                                                      |                                                                        |
| 11-2-2009                                                              | Marsiglia                                                              | Francia                                                                | 0 – 2                                                                  | Argentina                                                              | Amichevole                                                             | -                                                                      |                                                                        |
| 5-6-2009                                                               | Lione                                                                  | Francia                                                                | 1 – 0                                                                  | Turchia                                                                | Amichevole                                                             | -                                                                      |                                                                        |
| 11-8-2010                                                              | Oslo                                                                   | Norvegia                                                               | 2 – 1                                                                  | Francia                                                                | Amichevole                                                             | -                                                                      | cap.                                                                   |
| 3-9-2010                                                               | Saint-Denis                                                            | Francia                                                                | 0 – 1                                                                  | Bielorussia                                                            | Qual. Euro 2012                                                        | -                                                                      |                                                                        |
| 7-9-2010                                                               | Sarajevo                                                               | Bosnia ed Erzegovina                                                   | 0 – 2                                                                  | Francia                                                                | Qual. Euro 2012                                                        | -                                                                      |                                                                        |
| 9-10-2010                                                              | Saint-Denis                                                            | Francia                                                                | 2 – 0                                                                  | Romania                                                                | Qual. Euro 2012                                                        | -                                                                      | 82’                                                                    |
| 12-10-2010                                                             | Longeville-lès-Metz                                                    | Francia                                                                | 2 – 0                                                                  | Lussemburgo                                                            | Qual. Euro 2012                                                        | -                                                                      |                                                                        |
| 17-11-2010                                                             | Londra                                                                 | Inghilterra                                                            | 1 – 2                                                                  | Francia                                                                | Amichevole                                                             | -                                                                      | 46’                                                                    |
| 9-2-2011                                                               | Saint-Denis                                                            | Francia                                                                | 1 – 0                                                                  | Brasile                                                                | Amichevole                                                             | -                                                                      |                                                                        |
| 25-3-2011                                                              | Lussemburgo                                                            | Lussemburgo                                                            | 0 – 2                                                                  | Francia                                                                | Qual. Euro 2012                                                        | 1                                                                      |                                                                        |
| 29-3-2011                                                              | Saint-Denis                                                            | Francia                                                                | 0 – 0                                                                  | Croazia                                                                | Amichevole                                                             | -                                                                      |                                                                        |
| 29-2-2012                                                              | Brema                                                                  | Germania                                                               | 1 – 2                                                                  | Francia                                                                | Amichevole                                                             | -                                                                      | 85’                                                                    |
| 27-5-2012                                                              | Valenciennes                                                           | Francia                                                                | 3 – 2                                                                  | Islanda                                                                | Amichevole                                                             | -                                                                      | cap. 24’                                                               |
| 31-5-2012                                                              | Reims                                                                  | Francia                                                                | 2 – 0                                                                  | Serbia                                                                 | Amichevole                                                             | -                                                                      | 67’ 72’                                                                |
| 5-6-2012                                                               | Le Mans                                                                | Francia                                                                | 4 – 0                                                                  | Estonia                                                                | Amichevole                                                             | -                                                                      |                                                                        |
| 11-6-2012                                                              | Donec'k                                                                | Francia                                                                | 1 – 1                                                                  | Inghilterra                                                            | Euro 2012 - 1º turno                                                   | -                                                                      |                                                                        |
| 15-6-2012                                                              | Donec'k                                                                | Ucraina                                                                | 0 – 2                                                                  | Francia                                                                | Euro 2012 - 1º turno                                                   | -                                                                      | 81’                                                                    |
| 19-6-2012                                                              | Kiev                                                                   | Svezia                                                                 | 2 – 0                                                                  | Francia                                                                | Euro 2012 - 1º turno                                                   | -                                                                      | 68’                                                                    |
| Totale                                                                 |                                                                        | Presenze                                                               | 29                                                                     |                                                                        | Reti                                                                   | 1                                                                      |                                                                        |

| Cronologia completa delle presenze e delle reti in nazionale ― Francia under 21 | Cronologia completa delle presenze e delle reti in nazionale ― Francia under 21 | Cronologia completa delle presenze e delle reti in nazionale ― Francia under 21 | Cronologia completa delle presenze e delle reti in nazionale ― Francia under 21 | Cronologia completa delle presenze e delle reti in nazionale ― Francia under 21 | Cronologia completa delle presenze e delle reti in nazionale ― Francia under 21 | Cronologia completa delle presenze e delle reti in nazionale ― Francia under 21 | Cronologia completa delle presenze e delle reti in nazionale ― Francia under 21 |
| Data                                                                            | Città                                                                           | In casa                                                                         | Risultato                                                                       | Ospiti                                                                          | Competizione                                                                    | Reti                                                                            | Note                                                                            |
| ------------------------------------------------------------------------------- | ------------------------------------------------------------------------------- | ------------------------------------------------------------------------------- | ------------------------------------------------------------------------------- | ------------------------------------------------------------------------------- | ------------------------------------------------------------------------------- | ------------------------------------------------------------------------------- | ------------------------------------------------------------------------------- |
| 13-2-2002                                                                       | Boulogne-sur-Mer                                                                | Francia under 21                                                                | 5 – 1                                                                           | Belgio under 21                                                                 | Amichevole                                                                      | -                                                                               |                                                                                 |
| 26-3-2002                                                                       | Braga                                                                           | Portogallo under 21                                                             | 0 – 1                                                                           | Francia under 21                                                                | Amichevole                                                                      | -                                                                               |                                                                                 |
| 19-5-2002                                                                       | Losanna                                                                         | Grecia under 21                                                                 | 1 – 3                                                                           | Francia under 21                                                                | Europeo Under-21 2002 - 1º turno                                                | -                                                                               |                                                                                 |
| 21-5-2002                                                                       | Ginevra                                                                         | Belgio under 21                                                                 | 0 – 2                                                                           | Francia under 21                                                                | Europeo Under-21 2002 - 1º turno                                                | -                                                                               |                                                                                 |
| 6-9-2002                                                                        | Limassol                                                                        | Cipro under 21                                                                  | 0 – 1                                                                           | Francia under 21                                                                | Qual. Europeo Under-21 2004                                                     | -                                                                               |                                                                                 |
| 15-11-2003                                                                      | Guimarães                                                                       | Portogallo under 21                                                             | 1 – 2                                                                           | Francia under 21                                                                | Qual. Europeo Under-21 2004                                                     | -                                                                               |                                                                                 |
| 18-11-2003                                                                      | Clermont-Ferrand                                                                | Francia under 21                                                                | 1 – 2                                                                           | Portogallo under 21                                                             | Qual. Europeo Under-21 2004                                                     | -                                                                               |                                                                                 |
| Totale                                                                          |                                                                                 | Presenze                                                                        | 7                                                                               |                                                                                 | Reti                                                                            | 0                                                                               |                                                                                 |

| Cronologia completa delle presenze e delle reti in nazionale ― Francia under 20 | Cronologia completa delle presenze e delle reti in nazionale ― Francia under 20 | Cronologia completa delle presenze e delle reti in nazionale ― Francia under 20 | Cronologia completa delle presenze e delle reti in nazionale ― Francia under 20 | Cronologia completa delle presenze e delle reti in nazionale ― Francia under 20 | Cronologia completa delle presenze e delle reti in nazionale ― Francia under 20 | Cronologia completa delle presenze e delle reti in nazionale ― Francia under 20 | Cronologia completa delle presenze e delle reti in nazionale ― Francia under 20 |
| Data                                                                            | Città                                                                           | In casa                                                                         | Risultato                                                                       | Ospiti                                                                          | Competizione                                                                    | Reti                                                                            | Note                                                                            |
| ------------------------------------------------------------------------------- | ------------------------------------------------------------------------------- | ------------------------------------------------------------------------------- | ------------------------------------------------------------------------------- | ------------------------------------------------------------------------------- | ------------------------------------------------------------------------------- | ------------------------------------------------------------------------------- | ------------------------------------------------------------------------------- |
| 17-1-2001                                                                       | Clairefontaine-en-Yvelines                                                      | Francia under 20                                                                | 2 – 0                                                                           | Jugoslavia under 20                                                             | Amichevole                                                                      | 1                                                                               |                                                                                 |
| 25-5-2001                                                                       | Nîmes                                                                           | Portogallo under 20                                                             | 3 – 2                                                                           | Francia under 20                                                                | Torneo di Tolone 2001                                                           | -                                                                               |                                                                                 |
| 30-5-2001                                                                       | Aubagne                                                                         | Francia under 20                                                                | 3 – 1                                                                           | Polonia under 20                                                                | Torneo di Tolone 2001                                                           | -                                                                               |                                                                                 |
| 2-6-2001                                                                        | Tolone                                                                          | Francia under 20                                                                | 2 – 0                                                                           | Paesi Bassi under 20                                                            | Torneo di Tolone 2001                                                           | -                                                                               | 3º posto                                                                        |
| 18-6-2001                                                                       | Mar del Plata                                                                   | Francia under 20                                                                | 5 – 0                                                                           | Iran under 20                                                                   | Mondiali Under-20 2001 - 1º turno                                               | 1                                                                               |                                                                                 |
| 21-6-2001                                                                       | Mar del Plata                                                                   | Francia under 20                                                                | 2 – 2                                                                           | Paraguay under 20                                                               | Mondiali Under-20 2001 - 1º turno                                               | -                                                                               |                                                                                 |
| 24-6-2001                                                                       | Mar del Plata                                                                   | Ghana under 20                                                                  | 0 – 0                                                                           | Francia under 20                                                                | Mondiali Under-20 2001 - 1º turno                                               | -                                                                               |                                                                                 |
| 27-6-2001                                                                       | Córdoba                                                                         | Francia under 20                                                                | 3 – 2                                                                           | Germania under 20                                                               | Mondiali Under-20 2001 - Ottavi                                                 | -                                                                               |                                                                                 |
| 1-7-2001                                                                        | Buenos Aires                                                                    | Argentina under 20                                                              | 3 – 1                                                                           | Francia under 20                                                                | Mondiali Under-20 2001 - Quarti                                                 | 1                                                                               |                                                                                 |
| Totale                                                                          |                                                                                 | Presenze                                                                        | 9                                                                               |                                                                                 | Reti                                                                            | 3                                                                               |                                                                                 |

## Palmarès

### Club

#### Competizioni giovanili
- Coppa Gambardella: 1

Auxerre: 1999

#### Competizioni nazionali
- Championnat de France amateur: 1

Auxerre riserve: 1998-1999
- Coppa di Francia: 1

Auxerre: 2002-2003
- Coppa Italia: 2

Roma: 2006-2007, 2007-2008
- Supercoppa italiana: 1

Roma: 2007

### Nazionale

#### Competizioni giovanili
- Campionato d'Europa Under-18: 1

2000

#### Competizioni maggiori
- Confederations Cup: 1

2003